# Хирю
„Хирю“ (на японски: 飛龍, в буквален превод „летящ дракон“) е самолетоносач от клас Сорю на японския Императорски флот. По време на Втората световна война корабът взима участие в атаката на Пърл Харбър. След като е сериозно повреден при въздушно нападение на 4 юни 1942 г. в битката при Мидуей, „Хирю“ потъва на следващия ден.
Корабът е построен според изискванията на Вашингтонския морски договор, който налага ограничения в тонажа и въоръжението на военноморските сили на големите страни. В резултат на това „Хирю“ е относително по-малък самолетоносач в сравнение с неговите съвременници по време на Втората световна война, носейки на борда си до 70 самолета. Спрямо „Сорю“, който е негов кораб близнак, „Хирю“ е с 4 фута по-широк и е с 2000 тона по-тежък. . Необичайно надстройката е сложена откъм левия борд – единственият друг авионосец с подобно разположение е „Акаги“. Двата авионосеца са предвидени за действия в тактическа формация, заедно със самолетоносачи с надстройка откъм десния борд. Това е направено с цел да се подобри структурата на полетите на формацията. Експериментът е ограничен само с тези два кораба.

## История

### Военни действия в началото на войната
През 1941 г., под командването на капитан Томео Каку, „Хирю“ е зачислен към Второ авионосно съединение. На 7 декември самолетоносачът влиза в състава на ударното съединение за атаката на Пърл Харбър. От борда му срещу Оаху излита една вълна самолети: 10 бомбардировача Накаджима B5N, имащи за цел корабите „Аризона“ и „Калифорния“ (други 8 са насочени срещу „Уест Вирджиния“, „Оклахома“, и „Елена“) и 6 изтребителя Мицубиши А6М „Зеро“, атакуващи военновъздушните бази в Уийлър Фийлд и Барбърс Пойнт.
От 21 до 23 декември „Хирю“ извършва въздушни удари срещу атола Уейк. През януари 1942 г. самолетоносачът участва в битката за Амбон на Молукските острови. На 19 февруари, заедно със „Сорю“, самолетите на кораба извършват въздушни атаки срещу австралийския град Даруин.
През март 1942 г. „Хирю“ участва в Яванската операция, атакувайки корабите на Съюзниците край Ява и остров Рождество, потопявайки нидерландския товарен кораб „Poelau Bras“. През април корабът е включен в рейда в Индийския океан, нанасяйки въздушни удари по базите на британския Кралски военноморски флот в Цейлон – Коломбо и Тринкомали. При рейда са потопени крайцерите „Корнуол“ и „Дорсетшър“, самолетоносачът „Хермес“ и ескортиращият го разрушител „Вампайър“.
На 19 април „Хирю“ неуспешно участва в преследването на американските самолетоносачи „Хорнет“ и „Ентърпрайз“, чиито самолети са провели рейда на Дулитъл (първите бомбардировки над Токио).

### „Мидуей“
През май 1942 г., „Хирю“ отплава на последната си мисия. На борда си има 21 изтребителя „Зеро“, 21 пикиращи бомбардировача Аичи Д3А „Вал“ и 21 торпедоносци Накаджима B5N „Кейт“.  На 4 юни 1942 г. самолетоносачът участва в битката за Мидуей. В 04:30 ч. от палубата му излитат самолети за удар по Мидуей, където унищожават самолети и инсталации.
След изваждането от строя на другите японски самолетоносачи – „Акаги“, „Кага“ и „Сорю“, „Хирю“ остава единственият авионосец на съединението. Отново са вдигнати две вълни самолети – в 10:50 и в 12:45 ч., които атакуват американския самолетоносач „Йорктаун“ и му нанасят тежки щети с бомби и торпеда. („Йорктаун“ малко по-късно е потопен от японската подводница I-168).
Японските разузнавателни самолети откриват и другите американски самолетоносачи и всички останали машини от ударното авионосно съединение кацат на „Хирю“ за презареждане. Но докато се приготвят за ново нападение (третото поред) срещу американците, в 17:03 ч. корабът попада под атаката на 13 пикиращи бомбардировача „Дъглас SBD Донтлес“ от самолетоносача „Ентърпрайз“. „Хирю“ е ударен от четири 453,6-килограмови бомби – 3 падат в предната част на полетната палуба, а една – върху или близо до предния елеватор. Експлозиите предизвикват пожари сред наредените на хангарната палуба самолети.
Въпреки че задвижването на самолетоносача не е засегнато, пожарите не могат да се овладеят. В 21:23 ч. двигателите спират, а в 1:58 ч. на кораба избухва голяма експлозия. Малко след това е дадена заповед за напускане на кораба и оцелелите са прибрани от миноносците „Казагумо“ и „Макигумо“. Контраадмирал Тамон Ямагучи и капитан Каку остават на борда. „Хирю“ е потопен в 05:10 ч. с торпеда от „Макигумо“. Потъва в 9:12 ч., повличайки 35 души със себе си (други 350 или приблизително толкова са убити от бомбите, пожарите и експлозиите). 35 са спасени от американския флот и са взети за военнопленници. Контраадмирал Ямагучи настоява да остане на кораба – неговата смърт лишава Япония от един от най-блестящите ѝ морски офицери (Ямагучи е повишен посмъртно в звание вицеадмирал).
„Хирю“ е отписан от флотските регистри на 25 септември 1942 г.

## Капитани
- Такацугу Йоджима (главен офицер по снабдяването – 10 август 1938 – 15 декември 1938 г.)
- Рюзо Такенака (главен офицер по снабдяването) – (15 декември 1938 – 1 април 1939 г.)
- Рюзо Такенака (1 април – 15 ноември 1939 г.)
- Ичибей Йококава (15 ноември 1939 – 15 ноември 1940 г.)
- Шиказо Яно (15 ноември 1940 – 8 септември 1941 г.)
- Томео Каку (8 септември 1941 – 5 юни 1942 г.) – убит в бой, повишен посмъртно в контраадмирал.